# Ibias (Fluss)

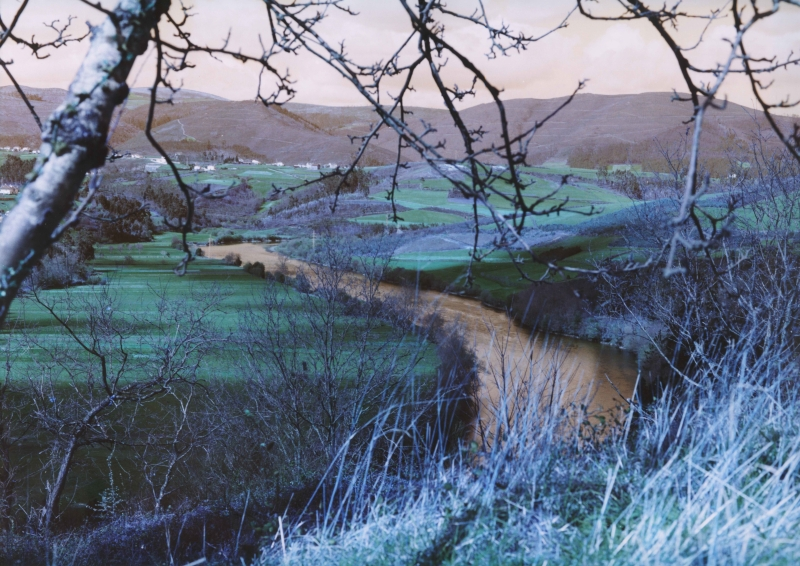
der Rio Navia

Der Ibias ist ein rechter östlicher Nebenfluss des Rio Navia im Nordwesten Spaniens. Er fließt durch die autonomen Regionen Asturien und Galicien.

## Geografie
Der Ibias entspringt im Südwesten Asturiens im Kantabrischen Gebirge. Seine Quelle befindet sich in etwa 1600 m Höhe im Südosten der Gemeinde Ibias. Nachdem er die Ortschaft Marentes durchflossen hat, erreicht er die galicische Provinz Lugo, wo er kurz darauf in den Navia mündet.

### Nebenflüsse
- Ruicabo
- Río da Biouga mit dem Nebenfluss Río Forna
- Río d´Azores,
- Río Cervos
- Río Piliceira mit seinem Nebenfluss Río Lagarín
- Río de Busante
- Río Luiña
- Río Vilardecendias
- Río A Cullada
- Río Zarreu
- Río las Campas.

### Orte am Rio Ibias
- San Clemente
- Bustelo
- San Esteban
- Cecos
- San Antolín de Ibias
- Folgoso
- Villajane
- Marentes